# Phthirunculus sumatranus
Phthirunculus sumatranus ist eine Art der Tierläuse, die in Südostasien vorkommt und das Indische Riesengleithörnchen, den Taguan und das Rot-Weiße Riesengleithörnchen befällt. Sie ist die einzige Spezies in der Gattung Phthirunculus.

## Merkmale
Weibchen sind 1,03–1,22 mm lang, Männchen etwas kürzer. Der Kopf ist annähernd quadratisch. Von den Antennengliedern sind das vierte und fünfte vollständig verschmolzen, Augen fehlen. Der Mundkegel (Haustellum) liegt an der Unterseite und liegt weit hinter dem Vorderrand des Kopfes. Die Kopfoberseite ist von zwei sklerotisierten Platten bedeckt, von denen die hintere mit einem Fortsatz über den Prothorax hinausragt. Auch die Kopfunterseite trägt zwei sklerotisierte Platten. Der Thorax ist etwa so breit wie der Kopf und kurz. Die Sternalplatte ist angedeutet herzförmig. Das dritte Beinpaar ist deutlich kräftiger als die beiden übrigen. Tergal-, Sternal- und Paratergalplatten sind am Abdomen nicht ausgebildet. Pro Hinterleibssegment tritt eine Reihe Borsten (Setae) auf. Am Mesothorax und an den Hinterleibssegmenten 3 bis 5 ist jeweils ein Paar Tracheenöffnungen vorhanden.